# Турдаково (Дубёнский район)
 Турдаково  — село в Дубёнском районе Мордовии в составе Кабаевского сельского поселения.

## География
Находится на расстоянии примерно 13 километров по прямой на северо-восток от районного центра села Дубёнки.

## История
Известно основано в XVI веке, упоминается с 1679 года, в 1863 году учтено 49 дворов

## Население
| 2002 | 2010 |
| ---- | ---- |
| 330  | ↘224 |

Постоянное население составляло 330 человек (мордва-эрзя 95 %) в 2002 году, 224 в 2010 году.